# Spoorlijn Elmshorn - Elmshorn Hafen
De spoorlijn Elmshorn - Elmshorn Hafen was een Duitse spoorlijn in Sleeswijk-Holstein en was als spoorlijn 1212 onder beheer van DB Netze.

## Geschiedenis
Het traject werd als private industrieaansluiting geopend door de firma's Asmussen, Kölln, Blöcker & Lienau in 1897. In 1911 werd de lijn door de stad Elmshorn overgenomen. Tot 1998 heeft er vervoer op de lijn plaatsgevonden waarna deze werd gesloten en opgebroken.

## Aansluitingen
In de volgende plaats was er een aansluiting op de volgende spoorlijnen:
Elmshorn
DB 1210, spoorlijn tussen Elmshorn en Westerland
DB 1211, spoorlijn tussen Elmshorn en de aansluiting Altenmoor
DB 1220, spoorlijn tussen Hamburg-Altona en Kiel
DB 9120, spoorlijn tussen Elmshorn en Bad Oldesloe